# Laeosopis portaensis
Laeosopis portaensis är en fjärilsart som beskrevs av Betti 1977. Laeosopis portaensis ingår i släktet Laeosopis och familjen juvelvingar. Inga underarter finns listade i Catalogue of Life.